# Systena frontalis
Systena frontalis är en skalbaggsart som först beskrevs av Fabricius 1801.  Systena frontalis ingår i släktet Systena och familjen bladbaggar. Inga underarter finns listade i Catalogue of Life.

## Bildgalleri

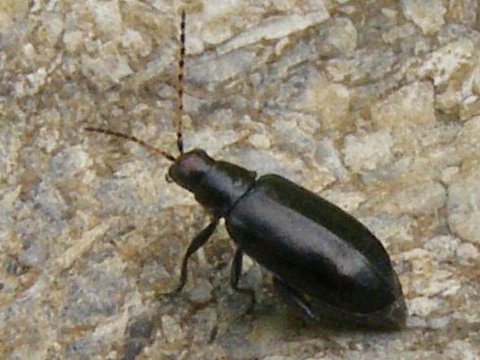
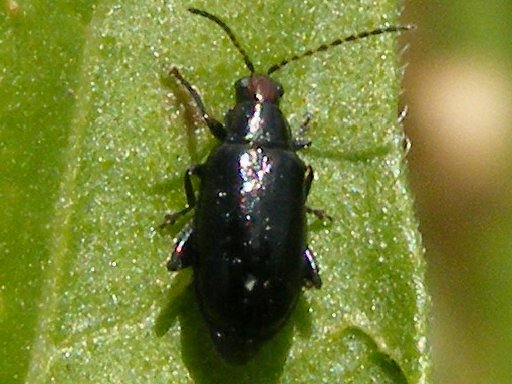
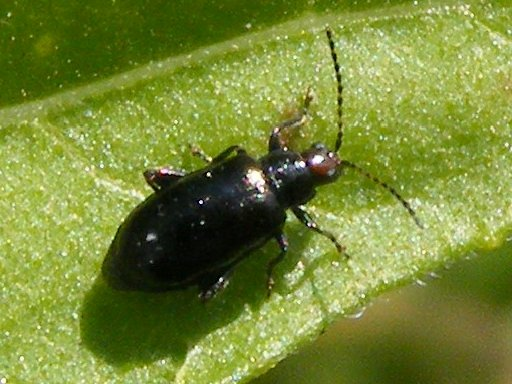
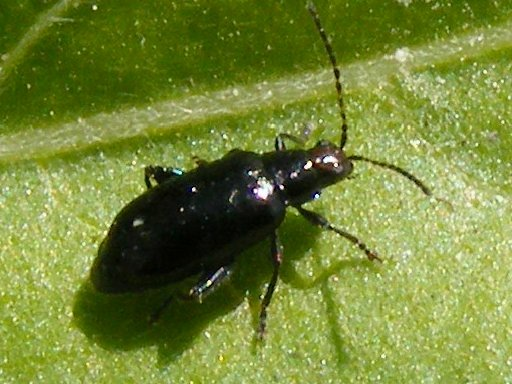